# Su canción
«Su canción» es un sencillo de la cantante peruano-española Betty Missiego, publicado en 1979 de su álbum homónimo. El autor de la canción es Fernando Moreno, marido de Betty. Con este tema, representó a España en el Festival de la Canción de Eurovisión 1979.

## Eurovisión
Betty Missiego, junto con un coro de dos niñas y dos niños, defendió este tema en el Palacio de Congresos de Jerusalén (Binyanei Ha'ouma Centre) el 31 de marzo de 1979, en el XXIV Festival de Eurovisión. Actuó en la última posición de 19 países. Betty versionó el tema en varios idiomas: francés ("Dès qu'un enfant chante"), italiano ("Vola l'amore") y alemán ("Der mann im mond").

### Votaciones
España votaba en último lugar. En ese momento, Betty iba en primera posición con 116 votos frente a 115 de Israel, los anfitriones. El jurado de TVE otorgó los 10 puntos a los israelíes, y con esto se colocaron con 125, resultando ganadores. Eran Gali Atari & Milk and Honey con el tema Hallelujah, que se convertiría en un importante éxito.
En aquel momento se corrió el rumor de que TVE dio sus 10 puntos a Israel a propósito, para no tener que organizar el Festival de 1980. En realidad se aduce desde el ente público que "no" fue así, pero quedó claro que previamente TVE terminó haciéndole la cama a la artista ya que los votos se decidirian antes de que empiece la ronda de votaciones y no pueden cambiarse a medida que se van conociendo los resultados.
Este hecho creo y causó una auténtica conmoción a toda la audiencia, dejando en shock y conmocion a todos los países con representación en Eurovision, ya que nunca antes, un país hubo autosaboteado a su propio representante nacional.
Betty, que siempre se consideró ganadora moral del certamen, recibió las máximas puntuaciones de Alemania (12 puntos), Bélgica (12), Italia (12), Suiza (12), Austria (10), Luxemburgo (10) y Holanda (10).